# Burg (Herborn)
Burg ist ein Stadtteil von Herborn im mittelhessischen Lahn-Dill-Kreis.

## Geografische Lage
Burg liegt unmittelbar nördlich der Kernstadt. Westlich führt die Bundesautobahn 45 und östlich die Bundesstraße 255 sowie die Bundesstraße 277 am Ort vorbei. Burg besitzt einen Haltepunkt an der Dillstrecke. In Burg münden die Aar und der Amdorfbach (Ambach) in die Dill.

## Geschichte

### Ortsgeschichte
Der Ort war schon früh besiedelt; darauf lässt der Fund eines Grabes aus der Zeit der Merowinger schließen. Namentlich erwähnt wurde Burg erstmals im Jahr 1263, und zwar im Zusammenhang mit dem damaligen Ortsadel gleichen Namens. Das Geschlecht ist von 1206 bis zum Ende des 14. Jahrhunderts beurkundet. Es führte im Wappen zwei gekreuzte Stäbe, die vielleicht Streitkolben darstellen sollten.
Der Ortsname wird von einer großen Burg hergeleitet, die im frühen Mittelalter auf dem „Breiten Berg“ erbaut wurde und wohl zur weiteren Sicherung der nahegelegenen alten Dernbacher Stammburg diente. Möglicherweise befand sich an dieser Stelle über der Dill die alte Gerichtsstätte der Herborner Mark, und die Burg sollte die Herrschaft der Herren von Dernbach in der Mark sichern. Die Burg wurde wohl beim Beginn der Dernbacher Fehde zerstört und nicht wieder aufgebaut. Heute sind nur noch Reste erhalten. Im alten Ortskern lagen ein nassauisches Hofgut und eine Mühle.
Um 1818 setzte mit der Gründung eines Hütten- und Hammerwerkes die Industrialisierung ein. Die Burger Eisenwerke spezialisierten sich auf den Ofen- und Herdbau (Markenname: Juno). Die Firma lag nördlich Richtung Dillenburg. Das Firmengelände dient heute allerdings nur noch kleinen Firmen. Nach Juno hatte Electrolux seine Produktion in den Burger Eisenwerken (Burger Hütte).
Die Kapelle auf dem Breiten Berg ist das Wahrzeichen von Burg.
Burg hatte früher im Personenverkehr und im Güterverkehr einen direkten Bahnanschluss durch die Bahnstrecke Herborn–Montabaur (Westerwaldquerbahn), die aber stillgelegt und größtenteils demontiert ist.
Hessische Gebietsreform (1970–1977)
Im Zuge der Gebietsreform in Hessen wurden am 1. Dezember 1970 die bis dahin selbstständigen Gemeinden Amdorf und Uckersdorf auf freiwilliger Basis in die Gemeinde Burg eingegliedert, die ihrerseits am 1. Januar 1977 durch das Gesetz zur Neugliederung des Dillkreises, der Landkreise Gießen und Wetzlar und der Stadt Gießen mit der Stadt Herborn und weiteren bis dahin selbstständige Gemeinden zur neuen Stadt Herborn zusammengeschlossen wurde. Für den Stadtteil Burg wurde, wie für die anderen nach Herborn eingegliederten Gemeinden, ein Ortsbezirk mit Ortsbeirat und Ortsvorsteher nach der Hessischen Gemeindeordnung eingerichtet.

### Verwaltungsgeschichte im Überblick
Die folgende Liste zeigt die Herrschaftsgebiete und Staaten, in denen Burg lag, bzw. die Verwaltungseinheiten, denen es unterstand:
- vor 1739: Heiliges Römisches Reich, Grafschaft/Fürstentum Nassau-Dillenburg, Amt Herborn
- ab 1739: Heiliges Römisches Reich, Fürstentum Nassau-Diez, Amt Herborn
- 1806–1813: Großherzogtum Berg, Département Sieg, Arrondissement Dillenburg, Kanton Herborn
- 1813–1815: Fürstentum Nassau-Oranien, Amt Herborn
- ab 1816: Herzogtum Nassau[Anm. 1], Amt Herborn
- ab 1849: Herzogtum Nassau, Kreisamt Herborn[Anm. 2]
- ab 1854: Herzogtum Nassau, Amt Herborn
- ab 1867: Norddeutscher Bund[Anm. 3], Königreich Preußen, Provinz Hessen-Nassau, Regierungsbezirk Wiesbaden, Dillkreis[Anm. 4]
- ab 1871: Deutsches Reich, Königreich Preußen, Provinz Hessen-Nassau, Regierungsbezirk Wiesbaden, Dillkreis
- ab 1918: Deutsches Reich, Freistaat Preußen, Provinz Hessen-Nassau, Regierungsbezirk Wiesbaden, Dillkreis
- ab 1932: Deutsches Reich, Freistaat Preußen, Provinz Hessen-Nassau, Regierungsbezirk Wiesbaden, Landkreis Dillenburg
- ab 1933: Deutsches Reich, Freistaat Preußen, Provinz Hessen-Nassau, Regierungsbezirk Wiesbaden, Dillkreis
- ab 1944: Deutsches Reich, Freistaat Preußen, Provinz Nassau, Dillkreis
- ab 1945: Amerikanische Besatzungszone, Groß-Hessen, Regierungsbezirk Wiesbaden, Dillkreis
- ab 1946: Amerikanische Besatzungszone, Hessen, Regierungsbezirk Wiesbaden, Dillkreis
- ab 1949: Bundesrepublik Deutschland, Hessen, Regierungsbezirk Wiesbaden, Dillkreis
- ab 1968: Bundesrepublik Deutschland, Hessen, Regierungsbezirk Darmstadt, Dillkreis
- ab 1970: Bundesrepublik Deutschland, Hessen, Regierungsbezirk Darmstadt, Dillkreis, Gemeinde Burg[Anm. 5]
- ab 1977: Bundesrepublik Deutschland, Hessen, Regierungsbezirk Darmstadt, Lahn-Dill-Kreis, Gemeinde Burg
- ab 1978: Bundesrepublik Deutschland, Hessen, Regierungsbezirk Darmstadt, Lahn-Dill-Kreis, Stadt Herborn[Anm. 6]
- ab 1981: Bundesrepublik Deutschland, Hessen, Regierungsbezirk Gießen, Lahn-Dill-Kreis, Stadt Herborn

### Bevölkerung

#### Einwohnerentwicklung
| Burg: Einwohnerzahlen von 1834 bis 2020 | Burg: Einwohnerzahlen von 1834 bis 2020 | Burg: Einwohnerzahlen von 1834 bis 2020 | Burg: Einwohnerzahlen von 1834 bis 2020 | Burg: Einwohnerzahlen von 1834 bis 2020 |
| --- | --------------------------------------- | --------------------------------------- | --------------------------------------- | --------------------------------------- |
| Jahr |                                         |                                         |                                         | Einwohner                               |
| 1834 | 1834                                    |                                         | 406                                     | 406                                     |
| 1840 | 1840                                    |                                         | 455                                     | 455                                     |
| 1846 | 1846                                    |                                         | 484                                     | 484                                     |
| 1852 | 1852                                    |                                         | 451                                     | 451                                     |
| 1858 | 1858                                    |                                         | 448                                     | 448                                     |
| 1864 | 1864                                    |                                         | 491                                     | 491                                     |
| 1871 | 1871                                    |                                         | 518                                     | 518                                     |
| 1875 | 1875                                    |                                         | 541                                     | 541                                     |
| 1885 | 1885                                    |                                         | 618                                     | 618                                     |
| 1895 | 1895                                    |                                         | 586                                     | 586                                     |
| 1905 | 1905                                    |                                         | 906                                     | 906                                     |
| 1910 | 1910                                    |                                         | 1.030                                   | 1.030                                   |
| 1925 | 1925                                    |                                         | 992                                     | 992                                     |
| 1939 | 1939                                    |                                         | 1.176                                   | 1.176                                   |
| 1946 | 1946                                    |                                         | 1.541                                   | 1.541                                   |
| 1950 | 1950                                    |                                         | 1.679                                   | 1.679                                   |
| 1956 | 1956                                    |                                         | 1.791                                   | 1.791                                   |
| 1961 | 1961                                    |                                         | 1.993                                   | 1.993                                   |
| 1967 | 1967                                    |                                         | 2.268                                   | 2.268                                   |
| 1970 | 1970                                    |                                         | 2.308                                   | 2.308                                   |
| 1983 | 1983                                    |                                         | ?                                       | ?                                       |
| 1997 | 1997                                    |                                         | 2.223                                   | 2.223                                   |
| 1999 | 1999                                    |                                         | 2.161                                   | 2.161                                   |
| 2003 | 2003                                    |                                         | 2.109                                   | 2.109                                   |
| 2008 | 2008                                    |                                         | 2.046                                   | 2.046                                   |
| 2011 | 2011                                    |                                         | 1.986                                   | 1.986                                   |
| 2014 | 2014                                    |                                         | 1.977                                   | 1.977                                   |
| 2018 | 2018                                    |                                         | 1.997                                   | 1.997                                   |
| 2020 | 2020                                    |                                         | 2.005                                   | 2.005                                   |
| Datenquelle: Historisches Gemeindeverzeichnis für Hessen: Die Bevölkerung der Gemeinden 1834 bis 1967. Wiesbaden: Hessisches Statistisches Landesamt, 1968. Weitere Quellen: nach 1970 Stadt Herborn: Einwohnerzahlen; Zensus 2011 |                                         |                                         |                                         |                                         |

#### Religionszugehörigkeit
| • 1885: | 0607 evangelische (= 98,22 %), 11 katholische (= 1,78 %) Einwohner     |
| • 1961: | 1437 evangelische(= 72,10 %) und 512 katholische (= 25,69 %) Einwohner |

## Politik
Für Burg gibt es einen Ortsbeirat mit einem Ortsvorsteher. Der Ortsbeirat besteht aus neun Mitgliedern. Nach den Kommunalwahlen in Hessen 2016 ist Günther Reeh Ortsvorsteher.

## Kulturdenkmäler
Die Evangelische Kirche von Burg ist denkmalgeschützt.

## Wirtschaft und Infrastruktur

### Öffentliche Einrichtungen
Im Ort gibt es die Kindertagesstätte Burg der Lebenshilfe e. V. Dillenburg sowie die Ambachtalschule, eine Grundschule.

### Verkehr
- Die Stadtbuslinie 503 stellt den öffentlichen Personennahverkehr sicher.
- Der Stadtteil besaß einmal drei Bahnstationen, von denen heute aber nur noch der Haltepunkt Burg (Dillkr) Nord betrieben wird, siehe dazu Herborn #Schienenverkehr.

Es existierte ein Bahnanschluss durch die Strecke Bahnstrecke Herborn–Montabaur, die stillgelegt und teilweise abgebaut ist.